# Glyphochloa
Glyphochloa is een geslacht uit de grassenfamilie (Poaceae). De soorten van dit geslacht komen voor in delen van Azië.

## Soorten
Van het geslacht zijn de volgende soorten bekend: 
- Glyphochloa acuminata
- Glyphochloa divergens
- Glyphochloa forficulata
- Glyphochloa goaensis
- Glyphochloa henryi
- Glyphochloa henryii
- Glyphochloa mysorensis
- Glyphochloa ratnagirica
- Glyphochloa santapaui
- Glyphochloa talbotii
- Glyphochloa veldkampii